# 亚苄基丙二酸二苄酯
亚苄基丙二酸二苄酯是一种有机化合物，化学式为C24H20O4。它可由丙二酸二苄酯和苯甲醛在哌啶/乙酸存在下于苯中回流反应制得。它和臭氧在二氯甲烷中反应，可以得到2-氧代丙二酸二苄酯。